# Asplenium centrifugale
Asplenium centrifugale är en svartbräkenväxtart som beskrevs av Bak. Asplenium centrifugale ingår i släktet Asplenium och familjen Aspleniaceae. Inga underarter finns listade.